# 국도 제60호선 (미국)

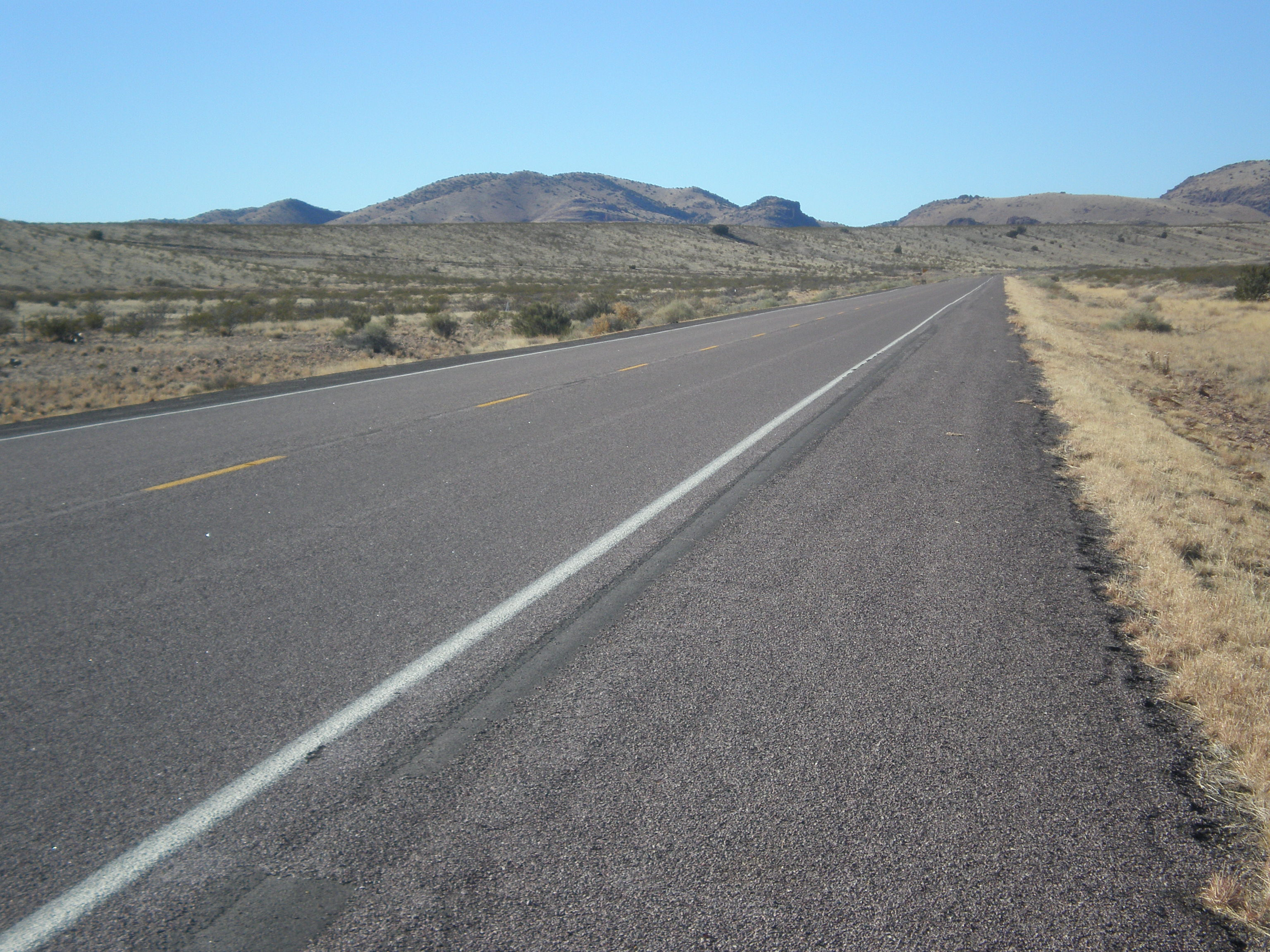
뉴멕시코주 소코로의 서부 지역에서 서쪽으로 향하고 있는 US 60

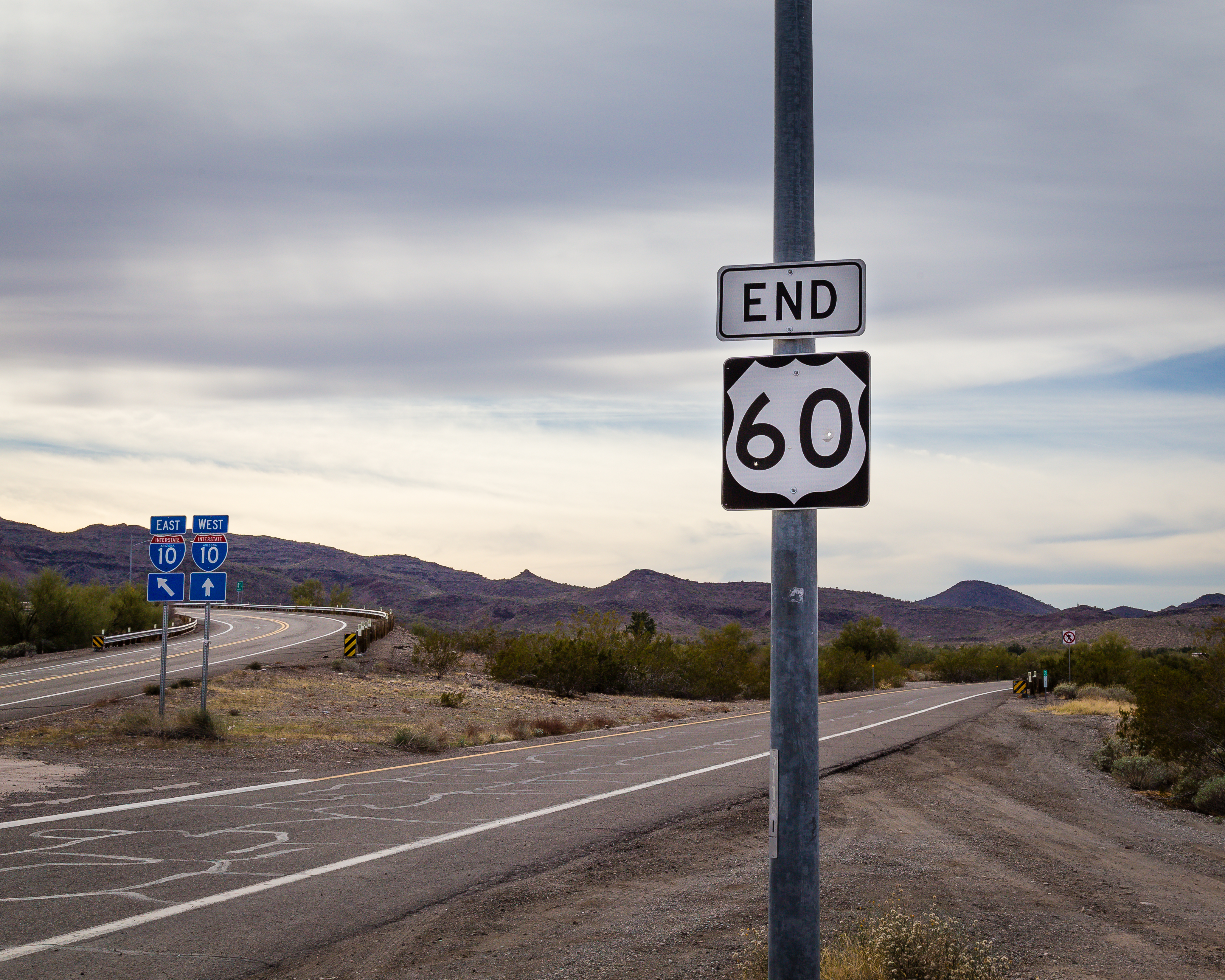
애리조나주 브랜다를 기점으로 하고 있는 미국 60번 국도 전경. 이 곳에서는 주간고속도로 제10호선과도 바로 이어준다.

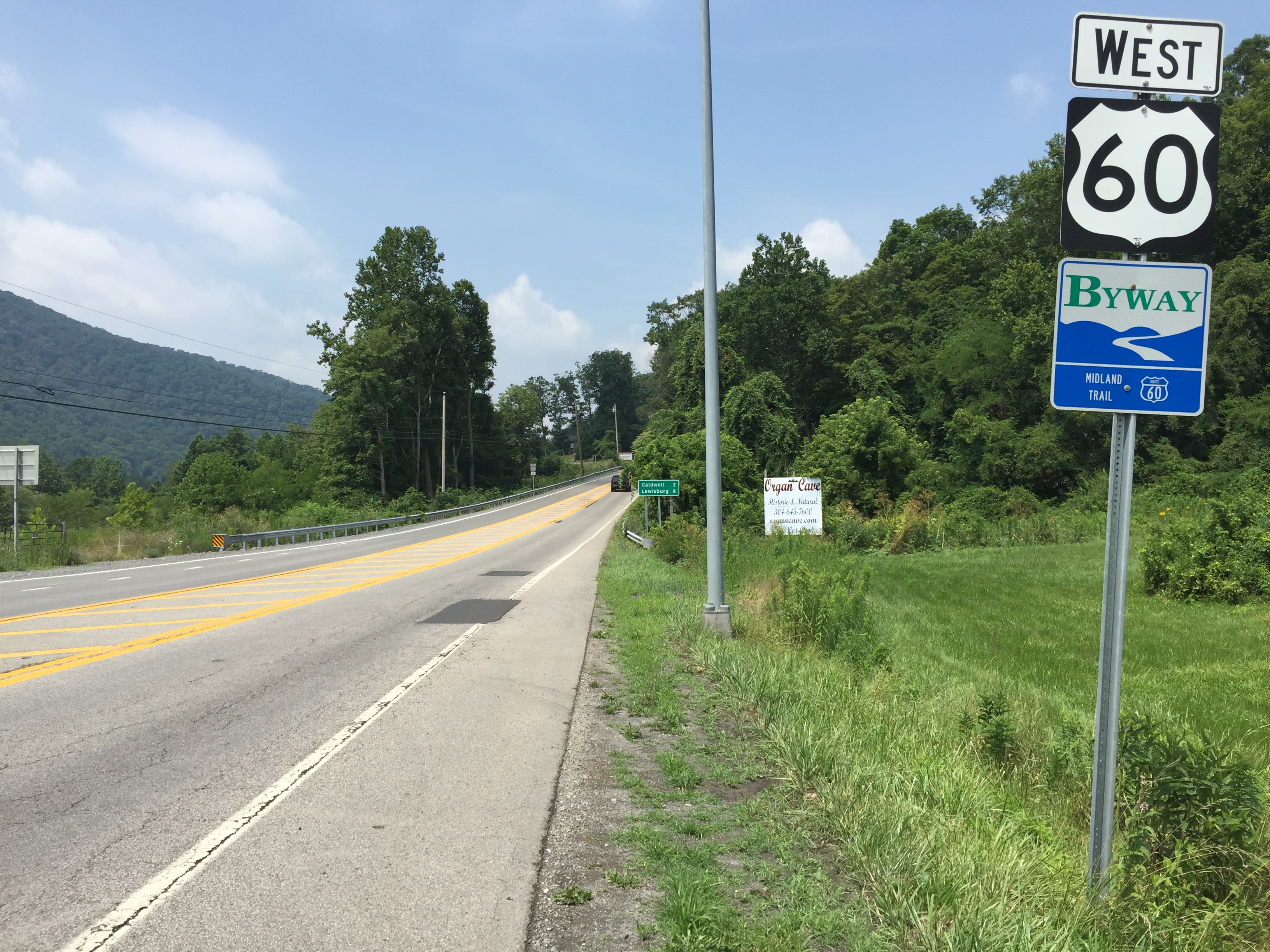
화이트설퍼스프링스의 서쪽에서 교차하고 있는 US 60과 CR 60/14의 모습.

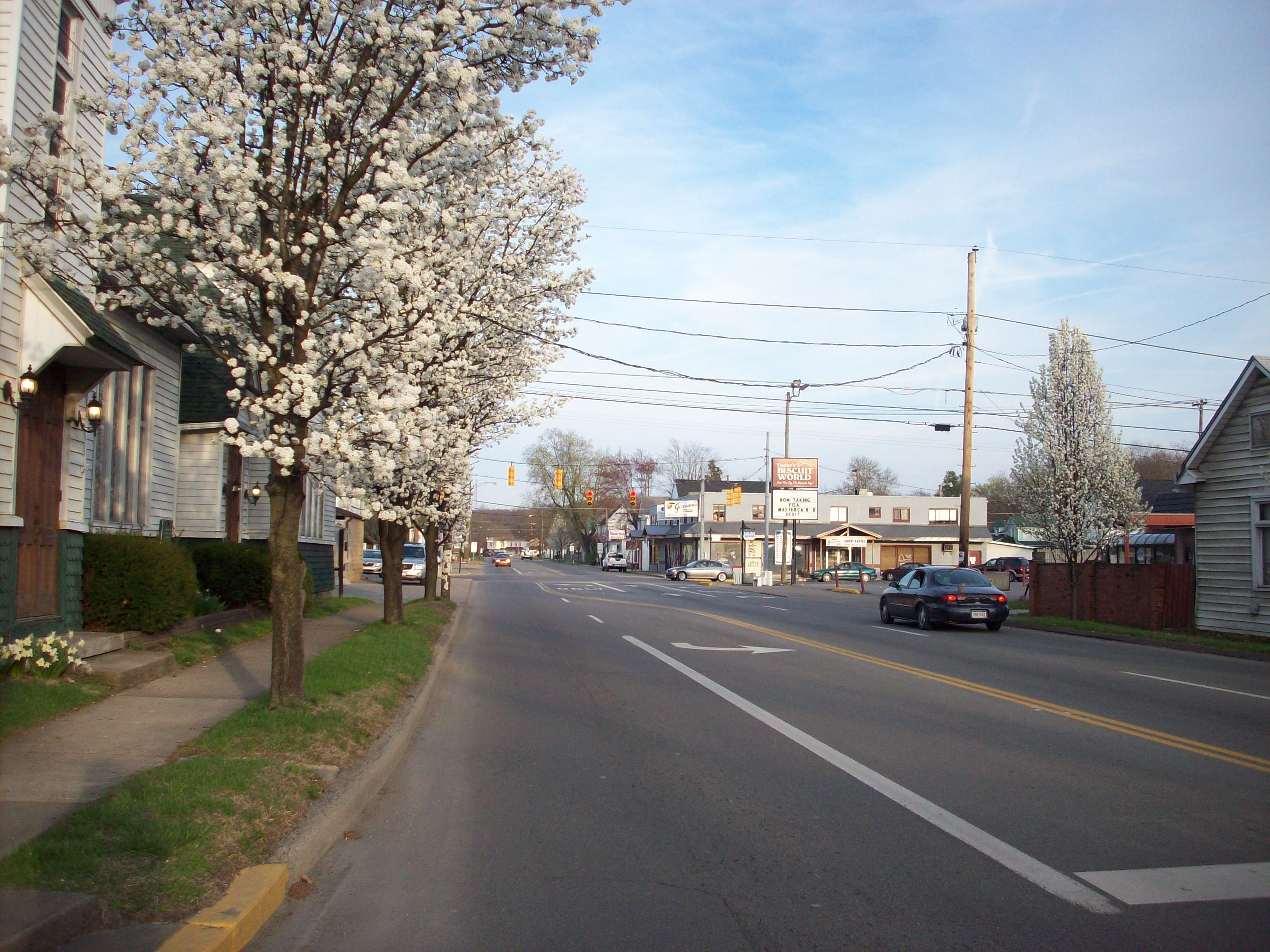
세레도를 통과하고 있는 US 60

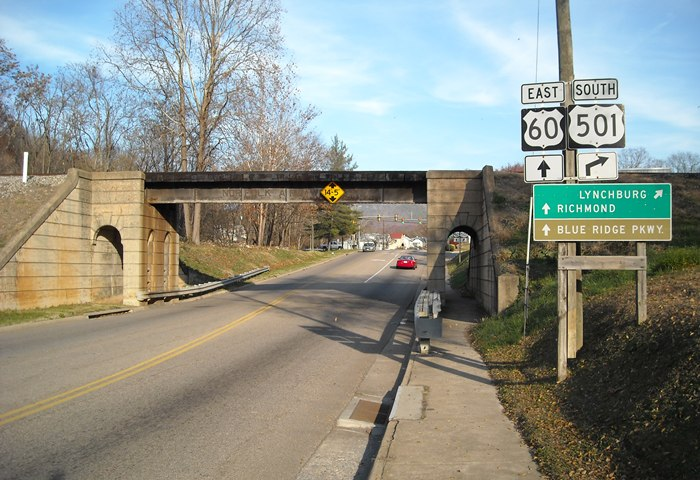
부에나비스타 (버지니아주)를 통과하고 있는 US 60

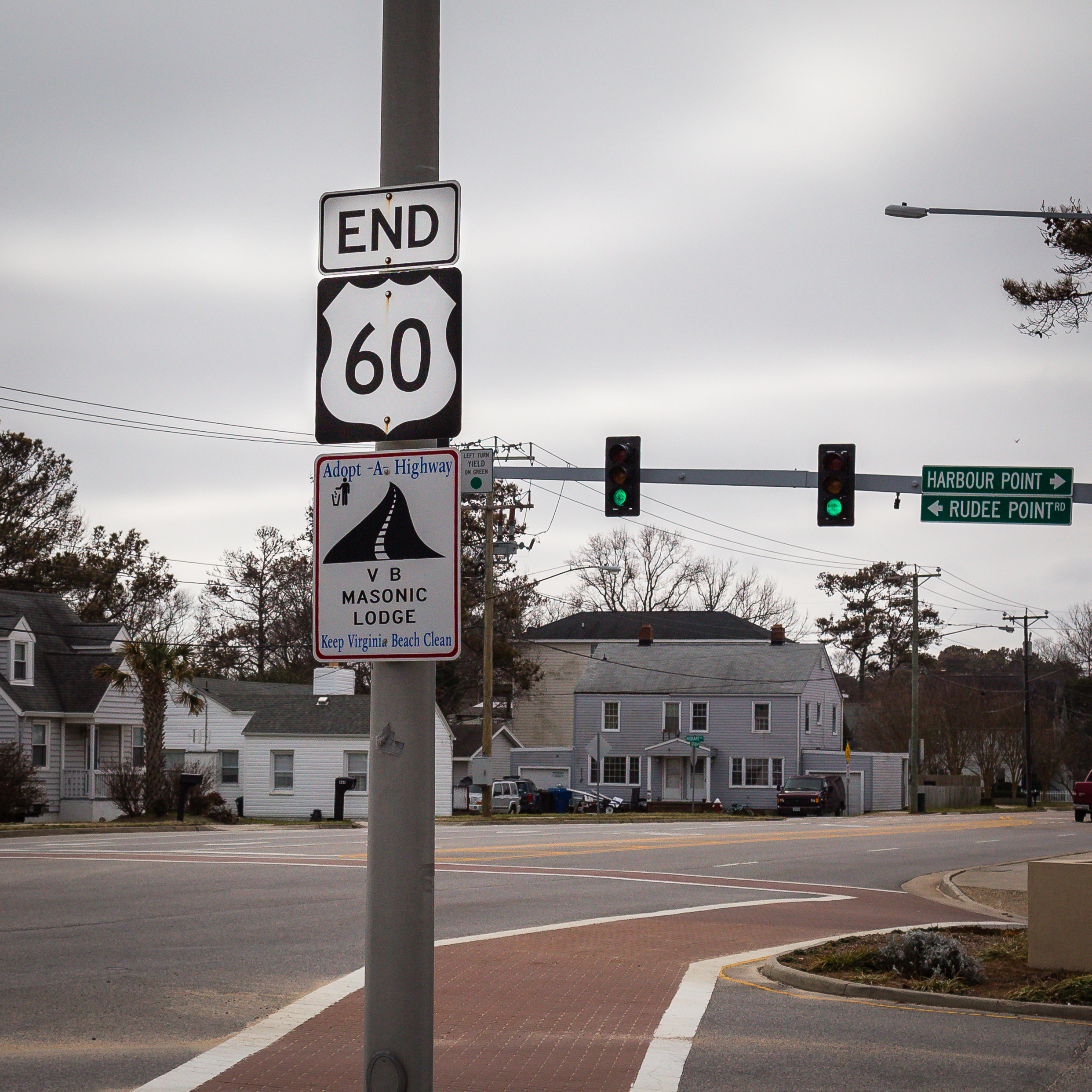
US 60의 종점이기도 하는 버지니아비치 전경

국도 제60호선(U.S. Route 60)은 애리조나주의 브렌다에서 버지니아주의 버지니아비치까지 이어주는 총 연장 2,655 mi의 거리를 이루는 미국의 일반 국도이다. 그러나 이 국도는 미국의 8개의 주를 경유하고 있는 도로이기도 하는 것으로 알려져 왔다. 그러나 이 도로는 한 때 기점을 미주리주의 스프링필드에서 시작되었고 또한 로스앤젤레스까지 연장된 이력이 있던 것으로 보인다. 1964년 캘리포니아주 정부 당국에 의해 US 60번 국도의 지정 해제에 따라, 해당 도로를 캘리포니아주도 제60호선과 주간고속도로 제10호선으로 각각 대체되어 오늘에 이르고 있다. 또한 일리노이주에서의 구간은 1마일밖에 되지 않는 다소 짤막한 구간을 관통하고 있는 것으로 드러난다. 이에 덧붙여, 케어로에서만 관통되어 있고 접촉 가능한 도로는 유일하게 국도 제51호선만 연결된다.

## 주요 경유지
60번 국도가 통과하고 있는 주는 다음과 같다.
| 주요 경로 및 거리 |           |       |
| \| 지역 \| 거리 (mi) \| (km) \| \| ---------------- \| --------- \| ----- \| \| 애리조나주 \| 368 \| 592 \| \| 뉴멕시코주 \| 395 \| 636 \| \| 텍사스주 \| 225 \| 362 \| \| 오클라호마주 \| 355 \| 571 \| \| 아칸소주 \| 291 \| 468 \| \| 미주리주 \| 341 \| 549 \| \| 일리노이주 \| 1 \| 2 \| \| 켄터키주 \| 489 \| 787 \| \| 웨스트버지니아주 \| 179 \| 288 \| \| 버지니아주 \| 302 \| 486 \| \| 합계 \| 2,655 \| 4,273 \| |           |       |
| 지역 | 거리 (mi) | (km)  |
| 애리조나주 | 368       | 592   |
| 뉴멕시코주 | 395       | 636   |
| 텍사스주 | 225       | 362   |
| 오클라호마주 | 355       | 571   |
| 아칸소주 | 291       | 468   |
| 미주리주 | 341       | 549   |
| 일리노이주 | 1         | 2     |
| 켄터키주 | 489       | 787   |
| 웨스트버지니아주 | 179       | 288   |
| 버지니아주 | 302       | 486   |
| 합계 | 2,655     | 4,273 |

## 통과하는 도로

### 주간고속도로
- 주간고속도로 제10호선
- 주간고속도로 제17호선
- 주간고속도로 제25호선
- 주간고속도로 제27호선
- 주간고속도로 제40호선
- 주간고속도로 제35호선
- 주간고속도로 제44호선
- 주간고속도로 제49호선
- 주간고속도로 제57호선
- 주간고속도로 제55호선
- 주간고속도로 제24호선
- 주간고속도로 제69호선
- 주간고속도로 제165호선
- 주간고속도로 제265호선
- 주간고속도로 제264호선
- 주간고속도로 제64호선
- 주간고속도로 제75호선
- 주간고속도로 제77호선
- 주간고속도로 제81호선
- 주간고속도로 제295호선
- 주간고속도로 제664호선

### 국도
- 국도 제93호선
- 국도 제70호선
- 국도 제180호선
- 국도 제191호선
- 국도 제85호선
- 국도 제285호선
- 국도 제54호선
- 국도 제84호선
- 국도 제385호선
- 국도 제87호선
- 국도 제287호선
- 국도 제83호선
- 국도 제283호선
- 국도 제183호선
- 국도 제270호선
- 국도 제281호선
- 국도 제412호선
- 국도 제81호선
- 국도 제64호선
- 국도 제77호선
- 국도 제177호선
- 국도 제75호선
- 국도 제169호선
- 국도 제69호선
- 국도 제59호선
- 국도 제71호선
- 국도 제160호선
- 국도 제65호선
- 국도 제63호선
- 국도 제67호선
- 국도 제61호선
- 국도 제62호선
- 국도 제51호선
- 국도 제45호선
- 국도 제641호선
- 국도 제41호선
- 국도 제431호선
- 국도 제231호선
- 국도 제31W호선
- 국도 제150호선
- 국도 제31호선
- 국도 제31E호선
- 국도 제42호선
- 국도 제127호선
- 국도 제421호선
- 국도 제460호선
- 국도 제27호선
- 국도 제68호선
- 국도 제25호선
- 국도 제421호선
- 국도 제23호선
- 국도 제52호선
- 국도 제119호선
- 국도 제19호선
- 국도 제219호선
- 국도 제220호선
- 국도 제11호선
- 국도 제501호선
- 국도 제29호선
- 국도 제15호선
- 국도 제522호선
- 국도 제1호선
- 국도 제301호선
- 국도 제360호선
- 국도 제17호선
- 국도 제258호선
- 국도 제13호선
- 국도 제58호선

## 미디어
- 영화 : 《레인 맨》에서 작중 고속도로 사고 관련 장면이 나온 뒤 일반 도로로 빠져 나오는 장면이 나와 있음.

## 같이 보기
- 주간고속도로 제10호선
- 캘리포니아주도 제60호선